# Selice
Selice (hongarès: Szelőce, antigament Sókszelőce; alemany: Seleuch) és un poble d'Eslovàquia que es troba a la regió de Nitra, al sud-oest del país. El 2022 tenia una població estimada de 2.843 habitants.

## Demografia
| Godina             | 1994 | 2004   | 2014   | 2024   |
| ------------------ | ---- | ------ | ------ | ------ |
| Nombre de persones | 2812 | 2914   | 2823   | 2846   |
| Diferència         |      | +3,62% | −3,12% | +0,81% |

| Godina             | 2023 | 2024   |
| ------------------ | ---- | ------ |
| Nombre de persones | 2853 | 2846   |
| Diferència         |      | −0,24% |